# Antoine Mouqué
Antoine Mouqué, (Oostende, 1659 – aldaar, 23 augustus 1723), ook wel Antonius Mocqué, Ostendanus, was een Zuid-Nederlands zanger, kapelmeester, organist en componist.
Zijn muziekopleiding startte als koorknaap bij de parochiekerk in Oostende. Vanaf 1680 was hij te vinden in Leuven bij de Congrégation de l'Oratoire; hij vertrok er echter al snel.  Hij werd in 1688 organist aan de Sint-Donaaskathedraal in Brugge; het jaar daarop was hij weer terug in Oostende. Vanaf 1691 was hij er kapelmeester, zijn wijding tot priester in 1692 zou weer in Brugge plaatsvinden. Hij zou, op een korte periode na (1706-1709), in Oostende wonen en werken. Als organist testte hij rond 1711 het nieuwe beiaard voor Oostende in Antwerpen, waar ze door Willem Witlockx gegoten was. In 1722 deed hij hetzelfde in Brugge. Ondertussen kreeg hij via magistraten opdrachten voor werken, al dan niet religieus. Ze werden niet alleen in Oostende uitgevoerd, maar ook in steden als Gent en Oudenaarde. Er is wel een catalogus van zijn werk teruggevonden met motetten, een passiespel, lamentatie en instrumentaal werk, maar op papier was ook ten tijde van Robijns/Zijlstra niets teruggevonden.
Oostende kent een Antoon Moucquéstraat.